# Pedro Nolasco
Pedro Nolasco (* 2. Februar 1962 in La Romana; † 15. September 1995 in La Romana) war ein dominikanischer Boxer. Nolasco war Silbermedaillengewinner der Panamerikanischen Spiele 1979 und 1983 und Bronzemedaillengewinner der Olympischen Spiele 1984.

## Karriere

### Amateur
1978 nahm Nolasco im Fliegengewicht (-51 kg) an den Zentralamerika- und Karibikspielen teil und belegte den dritten Platz. Im Jahr darauf startete er bei den Panamerikanischen Spielen in San Juan, bei denen er das Finale gegen den Lokalmatadoren Alberto Mercado erreichte, welches er jedoch verlor. 1981 gewann Nolasco im Federgewicht (-57 kg) die Zentralamerika- und Karibikspiele in Santo Domingo, schied jedoch bei den Weltmeisterschaften im Jahr darauf bereits im ersten Kampf gegen den späteren Bronzemedaillengewinner Bernard Gray, USA (4:1), aus. Nolasco wechselte nun ins Bantamgewicht (-54 kg) und belegte bei den Panamerikanischen Spielen 1983 den zweiten Platz. Im selben Jahr errang er außerdem Silbermedaillen bei den Nordamerikanischen Meisterschaften und den Zentralamerika- und Karibikspielen. 1984 nahm Nolasco an den Olympischen Spielen in Los Angeles teil und erreichte nach Siegen über Ljubiša Simić, Jugoslawien (4:1), den amtierenden Afrikameister John Siryakibbe, Uganda (5:0), den Juniorenweltmeister von 1983 Juan Molina, Puerto Rico (3:2), und den Gewinner der Asienspiele 1982 Sung Kil Moon, Südkorea (RSC 1.), das Halbfinale. Dort stand ihm der spätere Olympiasieger Maurizio Stecca, Italien, gegenüber, dem er mit 5:0 Richterstimmen unterlag, wodurch er mit dem Gewinn der Bronzemedaille aus dem Turnier ging. Dies war die erste olympische Medaille eines Sportlers aus der Dominikanischen Republik.

### Profi
1986 wurde Nolasco Profi hatte jedoch nur wenig Erfolg. In seinem 9. Kampf unterlag er 1987 dem früheren WBA-Weltmeister Victor Callejas. Seinen letzten Kampf bestritt er 1989 gegen seinen Olympiagegner Stecca um den Weltmeistertitel der WBO. Nolasco unterlag Stecca vorzeitig nach sechs Runden. Nolascos Profibilanz weist 5 Siege (1 k.o.) in 11 Kämpfen aus.
| Personendaten    | Personendaten         |
| ---------------- | --------------------- |
| NAME             | Nolasco, Pedro        |
| KURZBESCHREIBUNG | dominikanischer Boxer |
| GEBURTSDATUM     | 2. Februar 1962       |
| GEBURTSORT       | La Romana             |
| STERBEDATUM      | 15. September 1995    |
| STERBEORT        | La Romana             |